# كوليج ستيشن (تكساس)

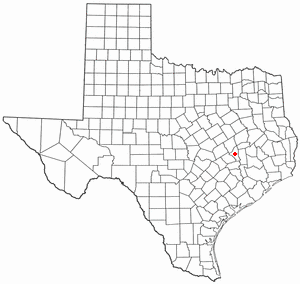
موقع كوليج ستيشن في ولاية تكساس

كوليج ستيشن هي مدينة في ولاية تكساس في الولايات المتحدة الأمريكية.

## التركيبة السكانية
حدّد مكتب تعداد الولايات المتحدة بيانات التركيبة السكانية لكوليج ستيشن في تعداد الولايات المتحدة. في ما يلي، التركيبة السكانية حسب تعدادي 2000 و2010.

### تعداد عام 2000
بلغ عدد سكان كوليج ستيشن 67,890 نسمة بحسب تعداد عام 2000، وبلغ عدد الأسر 24,691 أسرة وعدد العائلات 10,368 عائلة مقيمة في المدينة. في حين سجلت الكثافة السكانية 511 نسمة لكل كيلومتر مربع (1,323.5/ميل2). وبلغ عدد الوحدات السكنية 26,054 وحدة بمتوسط كثافة قدره 196.1 لكل كيلومتر مربع (507.9/ميل2).
وتوزع التركيب العرقي للمدينة بنسبة 80.53% من البيض و5.45% من الأمريكيين الأفارقة و0.30% من الأمريكيين الأصليين و7.29% من الأمريكيين ذوي الأصول الآسيوية و0.06% من سكان جزر المحيط الهادئ و4.47% من الأعراق الأخرى و1.89% من عرقين مختلطين أو أكثر و9.96% من الهسبانيون أو اللاتينيون من أي عرق.
بلغ عدد الأسر 24,691 أسرة كانت نسبة 22.2% منها لديها أطفال تحت سن الثامنة عشر تعيش معهم، وبلغت نسبة الأزواج القاطنين مع بعضهم البعض 32.2% من أصل المجموع الكلي للأسر، ونسبة 6.8% من الأسر كان لديها معيلات من الإناث دون وجود شريك، بينما كانت نسبة 3% من الأسر لديها معيلون من الذكور دون وجود شريكة وكانت نسبة 58% من غير العائلات. تألفت نسبة 27.1% من أصل جميع الأسر من عدة أفراد يعيشون في نفس المنزل ونسبة 2.4% كانت تتألف من شخص يعيش بمفرده يبلغ من العمر 65 عاماً أو أكثر. وبلغ متوسط حجم الأسرة المعيشية 2.32، أما متوسط حجم العائلات فبلغ 2.98.
بلغ العمر الوسطي للسكان 21.9 عاماً. وكانت نسبة 14.4% من القاطنين تحت سن الثامنة عشر، وكانت نسبة 35.9% بين الثامنة عشر والرابعة والعشرين عاماً، ونسبة 21.2% كانت واقعةً في الفئة العمرية ما بين الخامسة والعشرين والرابعة والأربعين عاماً، ونسبة 9.4% كانت ما بين الخامسة والأربعين والرابعة والستين، ونسبة 3.3% كانت ضمن فئة الخامسة والستين عاماً فما فوق. يوجد لكل 100 أنثى 102.9 ذكر، ويوجد لكل 100 أنثى في الثامنة عشر من عمرها فما فوق 102.2 ذكر.
بلغ متوسط دخل الأسرة في المدينة 21,180 دولارًا، أما متوسط دخل العائلة فبلغ 53,147 دولارًا. وكان متوسط دخل الذكور 38,216 دولارًا مقابل 26,592 دولارًا للإناث. وسجل دخل الفرد الخاص بالمدينة 15,170 دولارًا. وكانت نسبة 15.4% من العائلات ونسبة 37.4% من السكان تحت خط الفقر، وكان من هؤلاء نسبة 17.1% تحت سن الثامنة عشر ونسبة 7.7% في الخامسة والستين من العمر وما فوق.

### تعداد عام 2010
بلغ عدد سكان كوليج ستيشن 93,857 نسمة بحسب تعداد عام 2010، وبلغ عدد الأسر 35,037 أسرة وعدد العائلات 14,889 عائلة مقيمة في المدينة. في حين سجلت الكثافة السكانية 706.4 نسمة لكل كيلومتر مربع (1,829.6/ميل2). وبلغ عدد الوحدات السكنية 37,226 وحدة بمتوسط كثافة قدره 280.2 لكل كيلومتر مربع (725.7/ميل2).
وتوزع التركيب العرقي للمدينة بنسبة 77.25% من البيض و6.80% من الأمريكيين الأفارقة و0.39% من الأمريكيين الأصليين و9.14% من الأمريكيين ذوي الأصول الآسيوية و0.06% من سكان جزر المحيط الهادئ و3.98% من الأعراق الأخرى و2.38% من عرقين مختلطين أو أكثر و14.03% من الهسبانيون أو اللاتينيون من أي عرق.
بلغ عدد الأسر 35,037 أسرة كانت نسبة 21.6% منها لديها أطفال تحت سن الثامنة عشر تعيش معهم، وبلغت نسبة الأزواج القاطنين مع بعضهم البعض 31.2% من أصل المجموع الكلي للأسر، ونسبة 7.7% من الأسر كان لديها معيلات من الإناث دون وجود شريك، بينما كانت نسبة 3.6% من الأسر لديها معيلون من الذكور دون وجود شريكة وكانت نسبة 57.5% من غير العائلات. تألفت نسبة 27.5% من أصل جميع الأسر من عدة أفراد يعيشون في نفس المنزل ونسبة 2.9% كانت تتألف من شخص يعيش بمفرده يبلغ من العمر 65 عاماً أو أكثر. وبلغ متوسط حجم الأسرة المعيشية 2.38، أما متوسط حجم العائلات فبلغ 2.97.
بلغ العمر الوسطي للسكان 22.3 عاماً. وكانت نسبة 14.8% من القاطنين تحت سن الثامنة عشر، وكانت نسبة 47.3% بين الثامنة عشر والرابعة والعشرين عاماً، ونسبة 22.4% كانت واقعةً في الفئة العمرية ما بين الخامسة والعشرين والرابعة والأربعين عاماً، ونسبة 10.8% كانت ما بين الخامسة والأربعين والرابعة والستين، ونسبة 4.7% كانت ضمن فئة الخامسة والستين عاماً فما فوق. وتوزع التركيب الجنسي للسكان بنسبة 50.8% ذكور و49.2% إناث.

## المناخ
يظهر الجدول التالي التغييرات المناخية على مدار السنة لكوليج ستيشن:
| البيانات المناخية لـكوليج ستيشن     | البيانات المناخية لـكوليج ستيشن | البيانات المناخية لـكوليج ستيشن | البيانات المناخية لـكوليج ستيشن | البيانات المناخية لـكوليج ستيشن | البيانات المناخية لـكوليج ستيشن | البيانات المناخية لـكوليج ستيشن | البيانات المناخية لـكوليج ستيشن | البيانات المناخية لـكوليج ستيشن | البيانات المناخية لـكوليج ستيشن | البيانات المناخية لـكوليج ستيشن | البيانات المناخية لـكوليج ستيشن | البيانات المناخية لـكوليج ستيشن | البيانات المناخية لـكوليج ستيشن |
| الشهر                               | يناير                           | فبراير                          | مارس                            | أبريل                           | مايو                            | يونيو                           | يوليو                           | أغسطس                           | سبتمبر                          | أكتوبر                          | نوفمبر                          | ديسمبر                          | المعدل السنوي                   |
| ----------------------------------- | ------------------------------- | ------------------------------- | ------------------------------- | ------------------------------- | ------------------------------- | ------------------------------- | ------------------------------- | ------------------------------- | ------------------------------- | ------------------------------- | ------------------------------- | ------------------------------- | ------------------------------- |
| الدرجة القصوى °ف (°م)               | 90 (32)                         | 99 (37)                         | 96 (36)                         | 98 (37)                         | 101 (38)                        | 108 (42)                        | 110 (43)                        | 110 (43)                        | 112 (44)                        | 102 (39)                        | 94 (34)                         | 89 (32)                         | 112 (44)                        |
| الحد الأقصى المتوسط °ف (°م)         | 78.5 (25.8)                     | 81.5 (27.5)                     | 85.2 (29.6)                     | 89.2 (31.8)                     | 93.5 (34.2)                     | 97.3 (36.3)                     | 100.1 (37.8)                    | 102.3 (39.1)                    | 98.7 (37.1)                     | 92.6 (33.7)                     | 84.7 (29.3)                     | 79.5 (26.4)                     | 103.4 (39.7)                    |
| متوسط درجة الحرارة الكبرى °ف (°م)   | 61.0 (16.1)                     | 64.8 (18.2)                     | 71.7 (22.1)                     | 78.9 (26.1)                     | 85.8 (29.9)                     | 91.7 (33.2)                     | 94.8 (34.9)                     | 96.2 (35.7)                     | 90.5 (32.5)                     | 81.4 (27.4)                     | 71.0 (21.7)                     | 62.3 (16.8)                     | 79.2 (26.2)                     |
| متوسط درجة الحرارة الصغرى °ف (°م)   | 41.2 (5.1)                      | 44.4 (6.9)                      | 51.0 (10.6)                     | 58.1 (14.5)                     | 66.6 (19.2)                     | 72.7 (22.6)                     | 74.6 (23.7)                     | 74.5 (23.6)                     | 69.4 (20.8)                     | 60.3 (15.7)                     | 50.5 (10.3)                     | 42.2 (5.7)                      | 58.9 (14.9)                     |
| الحد الأدنى المتوسط °ف (°م)         | 24.9 (−3.9)                     | 26.7 (−2.9)                     | 32.2 (0.1)                      | 40.1 (4.5)                      | 52.4 (11.3)                     | 64.1 (17.8)                     | 69.0 (20.6)                     | 68.5 (20.3)                     | 54.9 (12.7)                     | 42.5 (5.8)                      | 32.8 (0.4)                      | 24.9 (−3.9)                     | 20.3 (−6.5)                     |
| أدنى درجة حرارة °ف (°م)             | −3 (−19)                        | 1 (−17)                         | 17 (−8)                         | 28 (−2)                         | 42 (6)                          | 53 (12)                         | 60 (16)                         | 55 (13)                         | 41 (5)                          | 29 (−2)                         | 19 (−7)                         | 2 (−17)                         | −3 (−19)                        |
| الهطول إنش (مم)                     | 3.24 (82)                       | 2.85 (72)                       | 3.17 (81)                       | 2.66 (68)                       | 4.33 (110)                      | 4.45 (113)                      | 2.14 (54)                       | 2.68 (68)                       | 3.18 (81)                       | 4.91 (125)                      | 3.22 (82)                       | 3.23 (82)                       | 40.06 (1٬018)                   |
| متوسط أيام هطول الأمطار (≥ 0.01 in) | 8.4                             | 8.1                             | 8.3                             | 6.5                             | 8.3                             | 8.5                             | 5.7                             | 5.8                             | 6.7                             | 7.6                             | 8.1                             | 8.8                             | 90.8                            |
| المصدر: NOAA                        |                                 |                                 |                                 |                                 |                                 |                                 |                                 |                                 |                                 |                                 |                                 |                                 |                                 |

## توأمة
لكوليج ستيشن (تكساس) اتفاقيات توأمة مع:
- قازان

## أعلام
- تيفاني ثورنتون
- هومر نورتن
- جون ديفيد كرو
- ديفيد نيكسون
- بريك شي
- شيلبي ميتكالف
- ماريون بف
- فرانك ألبرت كوتون
- ايفان جونز
- باول كوهن
- بريانا هيلدبراند